# Diogmites coloradensis
Diogmites coloradensis är en tvåvingeart som först beskrevs av James 1933.  Diogmites coloradensis ingår i släktet Diogmites och familjen rovflugor. Inga underarter finns listade i Catalogue of Life.